# 梅倫東山脈
梅倫東山脈是中美洲的山脈，位於危地馬拉和洪都拉斯的東部邊境，貫穿薩卡帕省、伊薩瓦爾省、聖巴巴拉省和科爾特斯省，最高點海拔高度2,400米。